# Cocculus madagascariensis
Cocculus madagascariensis är en tvåhjärtbladig växtart som beskrevs av Friedrich Ludwig Diels. Cocculus madagascariensis ingår i släktet Cocculus och familjen Menispermaceae. Inga underarter finns listade i Catalogue of Life.